# Sarah Mullally
Sarah Elisabeth Mullally (26 de março de 1962) é uma bispa anglicana britânica. Ocupa o cargo de bispa de Londres desde 8 de março de 2018.

## Vida pessoal e educação
Nascida Sarah Elisabeth Bowser, a mais nova de duas filhas, ela foi educada na Winston Churchill Comprehensive School, Woking, e depois no Woking Sixth Form College. Enquanto estudava para os níveis A, ela decidiu se tornar enfermeira em vez de médica porque queria aplicar uma abordagem holística ao atendimento ao paciente. Sua escolha de carreira também foi motivada por sua fé cristã, que ela mantém desde os 16 anos.
Em 1980, ela começou a estudar para obter um diploma de enfermagem no South Bank Polytechnic, com estágios clínicos no St Thomas' Hospital, e recebeu o status de Enfermeira Geral Registrada (RGN) e o título de Bacharel em Ciências (BSc) em 1984. Em 1992, ela concluiu o mestrado em estudos interprofissionais de saúde e bem-estar na London South Bank University.
Em 1987, ela se casou com Eamonn Mullally; o casal tem uma filha e um filho.
Após sua nomeação como Bispo de Londres, Mullally mudou-se para o Antigo Decanato de St. Paul's, fazendo alterações na propriedade, incluindo a construção de um oratório em uma antiga lavanderia, onde ela reza o rosário e outras devoções marianas e preside adorações eucarísticas semanais.
Mullally declarou que tem dislexia e acha difícil ler genealogias bíblicas.

## Carreira na enfermagem
Mullally ocupou cargos de enfermagem clínica no Hospital St. Thomas e no Hospital Royal Marsden (onde concluiu o curso de enfermagem especializada). Ela ocupou vários cargos de liderança em enfermagem, primeiro no antigo Hospital Westminster (onde foi enfermeira de enfermaria e chefe de desenvolvimento de práticas) e depois como diretora de enfermagem no Chelsea e Westminster, tornando-se posteriormente vice-presidente e diretora-executiva interina. Em 1999, foi nomeada Diretora de Enfermagem e Diretora de Experiência do Paciente da Inglaterra: foi a pessoa mais jovem a ocupar esses cargos. Ela foi diretora não executiva do Conselho Inglês de Enfermagem, Obstetrícia e Visitas de Saúde.
Mullally atuou como governadora independente da London South Bank University entre 2005 e 2015, onde se tornou vice-presidente do Conselho de Governadores e presidente do Comitê de Políticas e Recursos. Ela foi diretora não executiva do Royal Marsden NHS Foundation Trust de 2005 a 2012, e ocupou um cargo não executivo na Salisbury NHS Foundation entre 2012 e 2016. Mullally se tornou membro leigo do Conselho do King's College London em 2016.

## Ministério ordenado
De 1998 a 2001, Mullally treinou para o ministério ordenado no South East Institute of Theological Education (agora St Augustine's College of Theology), enquanto estudava Teologia na Universidade de Kent, recebendo um Diploma em Teologia (DipTh) em 2001. Ela foi ordenada na Igreja da Inglaterra: feita diácono na Michaelmas 2001 (30 de setembro) na Catedral de Southwark e ordenada sacerdote na Michaelmas seguinte (5 de outubro de 2002) na Holy Trinity, Clapham - ambas às vezes por Tom Butler, Bispo de Southwark. De 2001 a 2004, ela serviu sua curadoria como um ministro não-assalariado (ou seja, um ministro de meio período) na Paróquia de Battersea Fields na Diocese de Southwark.
Em 2004, Mullally deixou seu cargo como Diretora de Enfermagem para seguir o ministério da Igreja da Inglaterra em tempo integral. Ela então serviu como assistente de cura na Igreja de St. Saviour, Battersea Fields, de 2004 a 2006. Ela se formou com um mestrado em teologia pastoral pelo Heythrop College, Universidade de Londres, em 2006. Em 2006, ela se tornou a Reitora da Equipe do ministério da equipe da Igreja de St. Nicholas, Sutton. Além de seu trabalho paroquial, ela ensinou ética na diocese de Southwark, esteve envolvida em um programa de liderança do clero anglicano e fez parte da comissão de dioceses da Igreja da Inglaterra. De 2012 a 2015, ela serviu como Tesoureira Cônego da Catedral de Salisbury na diocese de Salisbury.

### Ministério episcopal

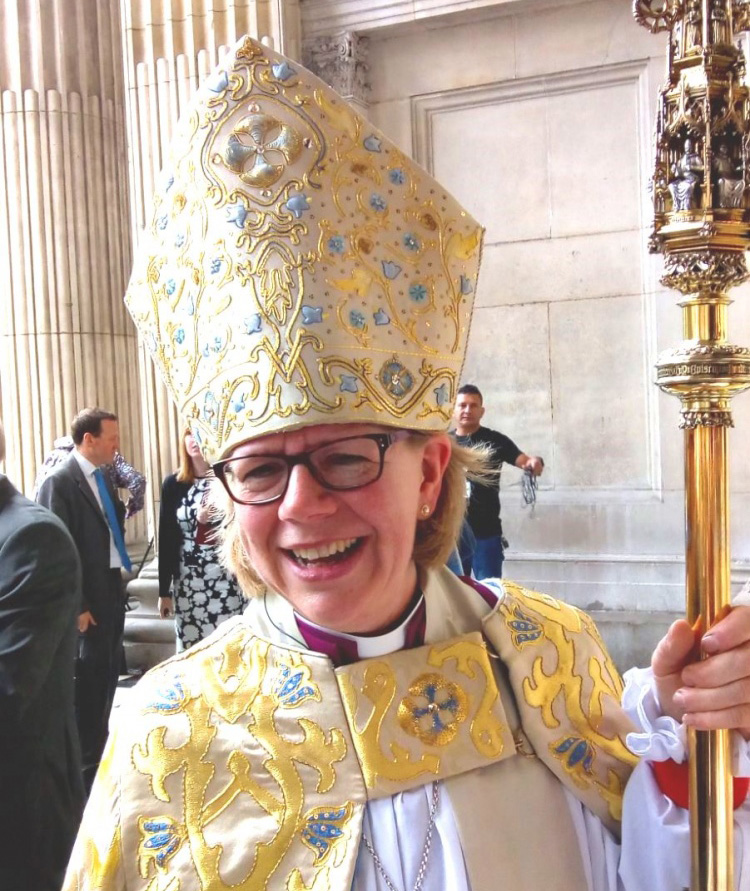
Mullally em sua instalação como Bispa de Londres

Em junho de 2015, foi anunciado que Mullally seria o próximo bispo de Crediton, um bispo sufragâneo na diocese de Exeter. Em 22 de julho de 2015, ela foi consagrada bispa pelo arcebispo Justin Welby, na Catedral de Canterbury. Ela e Rachel Treweek foram as primeiras mulheres a serem consagradas como bispos na Catedral de Canterbury. Em setembro de 2015, ela se tornou a primeira mulher na Igreja da Inglaterra a liderar um serviço de ordenação, ordenando duas diaconisas, Leisa McGovern e Sheila Walker, como padres na Igreja de Santa Maria, Ottery St Mary, Devon.
Em 18 de dezembro de 2017, foi anunciado que ela seria a próxima Bispa de Londres, sucedendo Richard Chartres, que se aposentou em fevereiro de 2017. Como Bispa de Londres, ela é a terceira bispa em senioridade da Igreja da Inglaterra, depois dos arcebispos de Canterbury e York. Ela foi devidamente eleita para a sé pelo colégio de cônegos da Catedral de São Paulo em 25 de janeiro de 2018, tornando-se bispa eleita. Ela foi transladada e tomou posse legal plena da sé na confirmação de sua eleição - em 8 de março em St Mary-le-Bow - e assumiu todos os deveres após sua instalação em St Paul's em 12 de maio. Em 15 de julho de 2020, ela atuou como consagradora principal na consagração de Hugh Nelson e Ruth Bushyager ao episcopado: esta é uma ruptura na tradição com o Arcebispo de Canterbury geralmente assumindo esse papel, e foi a primeira vez que uma bispa liderou um serviço de consagração na Igreja da Inglaterra.
Empossada pelo Conselho Privado do Reino Unido em 14 de março de 2018, Mullally foi apresentada à Câmara dos Lordes para sentar-se nos bancos espirituais dos Lordes em 24 de maio de 2018. Ela sucedeu a Lord Chartres e se tornou a primeira mulher Decano da Capela Real em 12 de julho de 2019. A bispa Mullally desempenhou um papel importante na coroação de 2023, uma das três preladas femininas envolvidas nos procedimentos. Em março de 2024, assume a presidência da Christian Aid, agência humanitária e de desenvolvimento internacional das igrejas britânica e irlandesa.

### Opiniões
Mullally é uma feminista autodenominada e ordenará homens e mulheres ao sacerdócio. Conforme o Financial Times, Mullally "é vista como uma liberal teológica". No entanto, ela também apoia a inclusão na Igreja da Inglaterra daqueles que rejeitam a ordenação de mulheres, afirmando em seu anúncio como o próximo bispo de Londres: "Sou muito respeitosa com aqueles que, por razões teológicas, não podem aceitar meu papel como padre ou bispo. Minha crença é que a diversidade da Igreja em Londres deve florescer e crescer; todos devem ser capazes de encontrar um lar espiritual".
Mullally apoia o ensino atual da Igreja da Inglaterra sobre o casamento; que é entre um homem e uma mulher para toda a vida. Em setembro de 2016, ela se tornou uma dos 10 bispos a compor o "Grupo de reflexão dos bispos sobre sexualidade" da igreja. Em relação aos relacionamentos entre pessoas do mesmo sexo, ela declarou em 2017 que "É um momento para refletirmos sobre nossa tradição e escritura, e juntos dizermos como podemos oferecer uma resposta que seja sobre amor inclusivo." Quando questionada sobre pessoas LGBT na igreja, ela disse ainda que "O que temos que lembrar é que isso é sobre pessoas, e a igreja busca demonstrar amor a todos, porque reflete o Deus do amor, que ama a todos." Em 2022, Mullally apoiou a observância do Mês da História LGBT+ e o lançamento de um Grupo Consultivo com o objetivo de aconselhar a diocese sobre "cuidado pastoral e inclusão de pessoas LGBT+ na vida de nossas comunidades eclesiais".
Mullally descreveu suas opiniões sobre o aborto como favoráveis ao direito ao aborto, embora se inclinasse contra a prática diante de sua própria decisão. Ela afirmou: "Eu suspeitaria que descreveria minha abordagem a essa questão como pró-escolha em vez de pró-vida, embora, se fosse um continuum, eu estaria em algum ponto, caminhando em direção à pró-vida quando se trata da minha escolha e, então, permitindo a escolha quando se trata dos outros."

## Honras
Nas honras de Ano Novo de 2005, Mullally foi nomeada Dama Comandante da Ordem do Império Britânico (DBE) em reconhecimento por sua contribuição à enfermagem e obstetrícia. Embora o clero britânico que é nomeado cavaleiro não receba a investidura e, portanto, o clero masculino não use o título de Sir (a menos que seja nomeado cavaleiro antes de sua ordenação), as damas não são dubladas e, portanto, as clérigas femininas são livres para usar o título de Dame. No entanto, é sua escolha se ela é chamada de "Dame Sarah" e o honorífico foi frequentemente omitido ao anunciá-la como a próxima bispa de Londres em 2017.

As honras acadêmicas que Mullally recebeu incluem a eleição como membro da London South Bank University em 2001, e membro da Canterbury Christ Church University em 2006. Ela recebeu doutorados honorários da Bournemouth University (2004), da University of Wolverhampton (2004) e da University of Hertfordshire (2005).